# Jheri curl

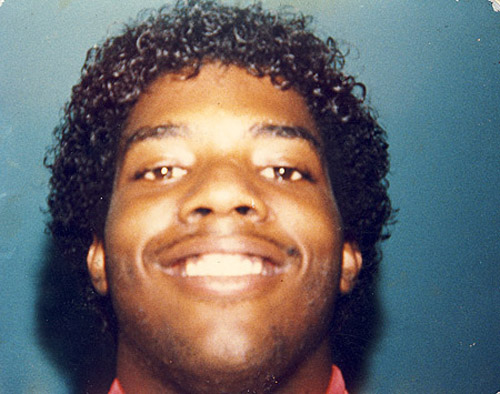
Jheri curl

El Jheri Curl, rizado Jheri o rizos Jheri fue un peinado popular en las décadas de 1970 y 1980, muy popular entre los afroamericanos.

## Historia
El Jheri Curl fue inventado por Jheri Redding, un famoso cosmetólogo estadounidense al que también se le atribuyen otros avances en la cosmetología como el balance de pH en el champú y la invención del acondicionador para el cabello. El peinado es llamado en su honor, su apodo, ya que en realidad su verdadero nombre era Robbert William Redding.
El peinado se vuelve popular en la década de los setenta y ochenta, convirtiéndose en un peinado característico de varios artistas de la época como Michael Jackson y Rick James. Empieza a perder popularidad a mediados de la década de los ochenta y lo sucede el Hi-top fade.
Este peinado fue popularmente conocido como peinado Wash & Wear y es un tipo de permanente.

## Apariencia
El Jheri curl es un peinado complicado, en el que se recurren a varias soluciones químicas para su formación. Ciertamente es similar a un afro, pero los rizos son más definidos y mucho más grasosos.
Para formar éste peinado se recurre a un suavizante o crema texturizadora para alaciar el cabello completamente, luego se aplica una solución que activa la formación de los rizos. La solución no debe secarse, de lo contrario se pierden los rizos, por lo que se puede recurrir a gorras y acondicionadores que humedecen el cabello. Para que no se pierda la forma se debe aplicar al menos una vez al día un producto llamado activador, encargado de mantener los rizos en su lugar.